# Hovea asperifolia
Hovea asperifolia är en ärtväxtart som beskrevs av I.Thomps. Hovea asperifolia ingår i släktet Hovea och familjen ärtväxter.

## Underarter
Arten delas in i följande underarter:
- H. a. asperifolia
- H. a. spinosissima